# 50-я танковая дивизия (СССР)
50-я танковая дивизия — воинское соединение Красной армии Вооружённых Сил СССР в Великой Отечественной войне.
Условное наименование — войсковая часть (в/ч) № 7692.
Сокращённое наименование — 50 тд.

## История формирования
1 апреля 1941 года 52-я отдельная легкотанковая бригада Т-26 была передислоцирована из города Глухов в город Харьков и переформирована в 50-ю танковую дивизию.
Начало войны застало 50-ю танковую дивизию в Харькове, в составе 25-го механизированного корпуса (в/ч 7655). На тот момент дивизия насчитывала:
- командного состава — 463;
- политического состава — 113;
- начальствующего состава — 199;
- младшего и рядового состава — 8897.

боевая матчасть и транспорт:
- танков Т-26 — 75;
- бронеавтомобилей — 9.
- легковой — 18;
- грузовой — 342;
- специальный — 161;
- тракторов — 22;

вооружение:
- орудий 76-мм — 2;
- орудий 122-мм — 12;
- орудий 152-мм — 12;
- зенитных 37-мм пушек — 12;
- зенитных пулемётов — 2.

## Участие в боевых действиях
Период вхождения в действующую армию: 2 июля 1941 года — 17 сентября 1941 года.
В ночь на 8 июля дивизия выступила в район Прибор, на станции Уза получила пополнение из 32 танков Т-34, прибывших из города Орёл. 12 июля дивизия получила ещё два батальона танков Т-34 из Сталинградского и Орловского учебных автобронетанковых центров.
16 июля 1941 года дивизия в составе 57 танков Т-34 и 50 танков Т-26, на основании приказа командующего 21-й армией, сосредоточилась в районе Лебедевка. Мотострелковый и артиллерийский полки дивизии были переданы в подчинение 219-й моторизованной дивизии. Танки дивизии в течение 16—18 июля направлялись для ведения разведки на Пропойск, Иванишевичи, Бовки, Прудок. 18 июля было выслано в распоряжение 151-й стрелковой дивизии 10 танков Т-26, в распоряжение штаба 21-й армии 5 танков Т-34 и 5 танков Т-26. 19 июля 20 танков Т-34 под командой командира дивизии были направлены для уничтожения противника в районе Смолица и разведки на Быхов, для восстановления положения на фронте 17-го стрелкового корпуса 5 танков Т-34 и 12 танков Т-26. Танки дивизии использовались отдельными мелкими группами, вели боевую разведку на большом удалении от своих войск, в лесисто-болотистой, малодоступной для танков местности, в результате за три дня было потеряно 12 танков Т-34 и 20 танков Т-26.
10 августа 1941 года дивизия в составе 35 танков Т-34, 31 — Т-26 и более 6000 человек прибыла в район Родня, Костюковичи и поступила в распоряжение 13-й армии. Штаб дивизии, прибывший первым, сосредоточился в лесу севернее Родня и был обстрелян танками противника, после чего был вынужден отойти в лес западнее Костюковичи. 11 августа прибыл 99-й танковый полк, который вместе с армейским автобатальоном был переброшен в район Разрытое и занял оборону совместной с 52-й кавалерийской дивизией. 100-й танковый, 50-й мотострелковый полки и другие части дивизии заняли оборону в районе Костюковичи, фронтом на север. 14 августа противник в количестве 70—80 танков при поддержке артиллерии, миномётов и мотопехоты провёл сильную атаку на Костюковичи, в результате которой части 13-й армии вынуждены были отойти. 50-й танковой дивизии пришлось прикрывать их отход, после чего отойти в район Беленковичи. В этом бою части дивизии уничтожили до 10—12 танков, подбили до 6—8 орудий, уничтожили до батальона пехоты и 15—20 мотоциклов. Потери дивизии составили 8 танков и 2 бронемашины.
С 9 по 17 сентября 1941 года, на основании приказа Брянского фронта № 010 от 8 сентября 1941 года в посёлке Дерюгино Дмитриевского района Курской области, на базе дивизии была сформирована 150-я танковая бригада.

## Состав
- 99-й танковый полк, в/ч 7805;
- 100-й танковый полк, в/ч 7832;
- 50-й мотострелковый полк, в/ч 7778;
- 50-й гаубичный артиллерийский полк, в/ч 7847;
- 50-й отдельный зенитно-артиллерийский дивизион, в/ч 7773;
- 50-й разведывательный батальон, в/ч 7698;
- 50-й отдельный батальон связи, в/ч 7704;
- 50-й автотранспортный батальон, в/ч 7875;
- 50-й ремонтно-восстановительный батальон, в/ч 7894;
- 50-й понтонный батальон, в/ч 7863;
- 50-й медико-санитарный батальон, в/ч 7905;
- 50-я рота регулирования, в/ч 7728;
- 50-й полевой автохлебозавод, в/ч 7971;
- 697-я полевая почтовая станция;
- 575-я полевая касса Госбанка[1][2]

## В составе
| Подчинение      | Подчинение                | Подчинение     | Подчинение                   | Подчинение |
| Дата            | Фронт (округ)             | Армия (группа) | Корпус                       | Примечания |
| --------------- | ------------------------- | -------------- | ---------------------------- | ---------- |
| 22.06.1941 года | Харьковский военный округ | -              | 25-й механизированный корпус | -          |
| 01.07.1941 года | Западный фронт            | 21-я армия     | 25-й механизированный корпус | -          |
| 01.08.1941 года | Брянский фронт            | 13-я армия     | -                            | -          |
| 01.09.1941 года | Брянский фронт            | 13-я армия     | -                            | -          |

## Командование дивизии

### Командиры дивизии
- Бахаров, Борис Сергеевич (11.03.1941 — 09.09.1941), полковник[5]

### Военные комиссары дивизии
- Миркин Пётр Петрович (20.03.1941 — 22.06.1941), полковой комиссар;
- Аплексин Иван Михайлович (17.08.1941 — 09.09.1941), старший батальонный комиссар[6]

### Начальники штаба дивизии
- Чепурной, Антон Васильевич (03.1941 — 14.08.1941), подполковник[1] (погиб 14.08.1941);
- Носов, Алексей Филиппович[7] (15.08.1941 — 08.1941), капитан (ВРИД);
- Елихов, Василий Степанович (08.1941 — 09.09.1941), майор

### Начальник политотдела
- Целуйко, Фёдор Николаевич (20.03.1941 — 09.09.1941), полковой комиссар[6]